# Співак Іларіон Савелійович
Іларіо́н Саве́лійович Співа́к (1893, село Козельщина Кобеляцького повіту Полтавської губернії, тепер Козельщинського району Полтавської області — розстріляний 12 вересня 1938) — український радянський партійний діяч, 2-й секретар Вінницького обкому КП(б)У. Кандидат в члени ЦК КП(б)У (січень 1934 — травень 1937). Член ЦК КП(б)У (травень 1937 — червень 1938). Депутат Верховної Ради СРСР 1-го скликання.

## Біографія
Народився в родині селянина-бідняка. У 1909 році закінчив чотири класи Таганрозького технічного училища. У жовтні 1909 — квітні 1910 року — учень приватної ливарної майстерні, у квітні 1910 — травні 1911 року — член котельної бригади Таганрозького котельного заводу. У травні 1911 — вересні 1914 року — помічник слюсаря, слюсар, помічник вагового майстра вагової частини Катерининської залізниці на станціях Дебальцеве, Волноваха, Нікополь і Лисичанськ.
У жовтні 1914 — травні 1917 року — рядовий 95-го піхотного Красноярського полку російської імператорської армії.
У травні 1917 — травні 1918 року — слюсар Таганрозького машинобудівного заводу Кебера.
Член РСДРП(б) з вересня 1917 року.
У червні 1918 — листопаді 1922 року — командир роти, командир батальйону, начальник господарської частини полку, наглядач і військовий комісар дивізійного загону продовольчого постачання Курського полку, батальйону, 4-го, 421-го і 510-го стрілецьких полків, відділу постачання 57-ї та 4-ї стрілецьких дивізій РСЧА.
У грудні 1922 — вересні 1923 року — заступник відповідального секретаря комісії допомоги голодуючим Запорізького окружного виконкому. У вересні 1923 — травні 1924 року — секретар Василівського райвиконкому Запорізького округу. У травні 1924 — червні 1925 року — відповідальний секретар Жеребецького районного комітету КП(б)У Запорізького округу.
У червні 1925 — червні 1926 року — заступник завідувача організаційного відділу Запорізького окружного комітету КП(б)У. У червні 1926 — липні 1927 року — секретар партійного колективу КП(б)У Запорізького автомобільного заводу «Комунар». У липні 1927 — грудні 1928 року — завідувач організаційного відділу Запорізького окружного комітету КП(б)У.
У грудні 1928 — червні 1930 року — відповідальний секретар Ніжинського окружного комітету КП(б)У.
У червні 1930 — грудні 1932 року — відповідальний інструктор, завідувач транспортного сектору ЦК КП(б)У в Харкові.
У грудні 1932 — лютому 1934 року — голова Вінницької обласної Контрольної комісії КП(б)У — Робітничо-селянської інспекції. У березні 1934 — квітні 1937 року — секретар Партійної колегії Комісії партійного контролю в місті Одесі.
У квітні 1937 — квітні 1938 року — 2-й секретар Вінницького обласного комітету КП(б)У.
У вересні 1937 — 29 квітня 1938 року — виконувач обов'язків 1-го секретаря Вінницького обласного комітету КП(б)У. 29 квітня 1938 року відкликаний у розпорядження ЦК КП(б)У.
Заарештований 30 квітня 1938 року. Розстріляний 23 вересня 1938 року.